# Institut polytechnique de Paris
A Institut polytechnique de Paris egy nagy mérnökiskola Franciaországban. Palaiseau városában található. Az IP Paris egy állami felsőoktatási és műszaki kutatási intézmény. Az IP Paris kutatása öt tematikus területen zajlik: energia és klíma, digitális technológia, biztonság, technológia és egészségügy.
2020. szeptember 15-én az Intézet a HEC Paris-szal közösen megalapította a mesterséges intelligencia kutatóközpontot, a Hi! PARIS.
Az IP Paris tagjai: École polytechnique, École nationale des ponts et chaussées, ENSAE Paris, ENSTA Paris, Télécom Paris  és Télécom SudParis.